# Perlinella ephyre
Perlinella ephyre és una espècie d'insecte plecòpter pertanyent a la família dels pèrlids.

## Hàbitat
En el seu estadi immadur és aquàtic i viu a l'aigua dolça, mentre que com a adult és terrestre i volador.

## Distribució geogràfica
Es troba a Nord-amèrica: els Estats Units (Alabama, Arkansas, Connecticut, Florida, Geòrgia, Iowa, Indiana, Illinois, Kansas, Kentucky, Louisiana, Massachusetts, Maine, Maryland, Michigan, Minnesota, Missouri, Mississipi, Carolina del Nord, Nova Jersey, Nova York, Ohio, Oklahoma, Pennsilvània, Rhode Island, Carolina del Sud, Tennessee, Virgínia, Wisconsin i Virgínia de l'Oest).